# Апічатпон Вірасетакул
Апічатпо́н «Джо» Вірасетаку́л (тай. อภิชาติพงศ์ วีระเศรษฐกุล; нар. 16 липня 1970, Бангкок, Таїланд) — тайський незалежний кінорежисер, сценарист і продюсер нетрадиційних з розповідної точки зору фільмів — «Таємничий полуденний об'єкт» (2000), «Благословенно Ваш» (2002), «Тропічна хвороба» (2004), «Синдроми і століття» (2006). У 2010 році його фільм «Дядечко Бунмі, який пам'ятає свої минулі життя» був удостоєний «Золотої пальмової гілки» 63-го Каннського кінофестивалю. Через складне для вимови ім'я режисер просить, щоб його називали «Джо». Лауреат та номінант багатьох фестивальних та професійних кінонагород .

## Біографія
Апічатпон Вірасетакул за першою освітою — архітектор. У середині 1990-х він відвідував кіношколу в Чикаго. Починав як експериментальний документаліст. Зняв понад десяток короткометражних фільмів. У 1999 році створив невелику кінокомпанію Kick the Machine, яка займається випуском його фільмів (як правило, в копродукції з європейськими студіями). Воліє працювати з непрофесійними акторами. Відвертість сцен в деяких з його фільмів виклика́ла проблеми з цензурою в Таїланді.

## Творчість
Фільми Вірасетакула мають нетрадиційну структуру оповіді (розміщення титрів в середині фільму, сюжетні траєкторії, що перетинаються, непоспішне розкриття мотивації героїв). У них часто фігурують джунглі, містика, реінкарнації душ і гомосексуальність. Відсутність традиційної розповідної лінії дозволяє критикам інтерпретувати фільми Вірасетакула як «таке, що тече, безтілесне скупчення дивовижних знаків, що позбавлені смислу, який не піддається розшифровці». Російський кінокритик Андрій Плахов зараховує Вірасетакула до режисерів нової генерації, любителів «розслаблених розповідних структур», які «заперечують саму ідею кіно як історії, і кіно як атракціону».
Роботи Вірасетакула отримували нагороди на найбільших світових кінофестивалях. Так, «Тропічна хвороба» отримала приз журі на Каннському кінофестивалі 2004 року, «Благословенно ваш» здобув головний приз у програмі «Особливий погляд» на Каннському кінофестивалі 2002 року, а фільм «Синдроми і століття», прем'єра якого відбулася на 63-му Венеційському кінофестивалі став першим тайським фільмом, представленим у конкурсній програмі Венеційського кінофестивалю.

## Особисте життя
Апічатпон Вірасетакул є відкритим геєм. У травні 2013 року в інтерв'ю часопису Encounter Thailand, Апічатпон заявив, що всі його фільми носять особистісний характер, і він не вважає себе культурним послом Таїланду. У зв'язку з поняттям «квір», він пояснив: «Для мене, слово квір не означає нічого неможливого».

## Фільмографія (вибіркова)
| Рік  |     | Назва українською                              | Оригінальна назва          | Режисер | Сценарист |
| ---- | --- | ---------------------------------------------- | -------------------------- | ------- | --------- |
| 2000 |     | Непізнаний полуденний об'єкт                   | Dokfa nai meuman           | Так     |           |
| 2002 |     | Благословенно Ваш                              | Sud sanaeha                | Так     | Так       |
| 2003 |     | Пригоди Айрон Пуссі                            | Hua jai tor ra nong        | Так     | Так       |
| 2004 |     | Тропічна хвороба                               | Sud pralad                 | Так     | Так       |
| 2005 | к/м | Земні бажання                                  | Worldly Desires            | Так     | Так       |
| 2005 | к/м | Привид Азії                                    | Ghost of Asia              | Так     | Так       |
| 2006 |     | Синдроми і століття                            | Sang sattawat              | Так     | Так       |
| 2006 | к/м | Гімн                                           | The Anthem                 | Так     | Так       |
| 2007 |     | Положення нашого світу                         | O Estado do Mundo          | Так     |           |
| 2009 | к/м | Лист дядечкові Бунмі                           | A Letter to Uncle Boonmee  | Так     | Так       |
| 2009 | к/м | Примари Набуа                                  | Phantoms of Nabua          | Так     | Так       |
| 2009 |     | Хайку                                          | Haiku                      | Так     |           |
| 2010 |     | Дядечко Бунмі, який пам'ятає свої минулі життя | Loong Boonmee raleuk chat  | Так     | Так       |
| 2010 | к/м | Імперія                                        | Empire                     | Так     | Так       |
| 2011 |     |                                                | Quattro Hongkong 2         | Так     |           |
| 2012 |     | Готель «Меконг»                                | Mekong Hotel               | Так     | Так       |
| 2012 | к/м | Попелища                                       | Ashes                      | Так     |           |
| 2013 |     | Венеція 70: Перезавантаження майбутнього       | Venice 70: Future Reloaded | Так     |           |
| 2014 |     | Короткі історії                                | Short Plays                | Так     |           |
| 2015 |     | Цвинтар блиску                                 | Rak ti Khon Kaen           | Так     | Так       |
| 2018 |     | 10 років в Таїланді                            | 10 Years in Thailand       | Так     |           |
| 2021 |     | Пам'ять                                        | Memoria                    | Так     | Так       |

## Визнання
| Рік                                            | Категорія                                | Фільм                                          | Результат |
| ---------------------------------------------- | ---------------------------------------- | ---------------------------------------------- | --------- |
| Ванкуверський міжнародний кінофестиваль        |                                          |                                                |           |
| 2000                                           | Приз Дракони і Тигри                     | Непізнаний полуденний об'єкт                   | Перемога  |
| 1900                                           | Приз Дракони і Тигри — Спеціальна згадка | Непізнаний полуденний об'єкт                   | Перемога  |
| Токійський кінофестиваль FILMeX                |                                          |                                                |           |
| 2000                                           | Гран-прі                                 | Непізнаний полуденний об'єкт                   | Номінація |
| 2002                                           | Гран-прі                                 | Благословенно Ваш                              | Перемога  |
| 2004                                           | Гран-прі                                 | Благословенно Ваш                              | Перемога  |
| Каннський кінофестиваль                        |                                          |                                                |           |
| 2002                                           | Приз Особливий погляд                    | Благословенно Ваш                              | Перемога  |
| 2004                                           | Золота пальмова гілка                    | Тропічна хвороба                               | Номінація |
| 2004                                           | Приз журі                                | Тропічна хвороба                               | Перемога  |
| 2010                                           | Золота пальмова гілка                    | Дядечко Бунмі, який пам'ятає свої минулі життя | Перемога  |
| 2015                                           | Приз Особливий погляд                    | Цвинтар блиску                                 | Номінація |
| Кінофестиваль в Салоніках                      |                                          |                                                |           |
| 1900                                           | Приз Золотий Олександр                   | Благословенно Ваш                              | Перемога  |
| Кінофестиваль незалежного кіно в Буенос-Айресі |                                          |                                                |           |
| 2003                                           | Найкращий фільм                          | Благословенно Ваш                              | Номінація |
| 2003                                           | Найкращий режисер                        | Благословенно Ваш                              | Перемога  |
| 2003                                           | Приз ФІПРЕССІ                            | Благословенно Ваш                              | Перемога  |
| Роттердамський міжнародний кінофестиваль       |                                          |                                                |           |
| 2003                                           | Премія KNF                               | Благословенно Ваш                              | Перемога  |
| Сингапурський міжнародний кінофестиваль        |                                          |                                                |           |
| 2003                                           | Приз Молодого кіно                       | Благословенно Ваш                              | Перемога  |
| 2005                                           | Спеціальний приз журі                    | Тропічна хвороба                               | Перемога  |
| Міжнародний кінофестиваль в Сан-Паулу          |                                          |                                                |           |
| 2004                                           | Премія критиків                          | Тропічна хвороба                               | Перемога  |
| Міжнародний кінофестиваль у Чикаго             |                                          |                                                |           |
| 2004                                           | Гран-прі Золотий Г'юго                   | Тропічна хвороба                               | Номінація |
| 2006                                           | Гран-прі Золотий Г'юго                   | Синдроми і століття                            | Номінація |
| 2012                                           | Гран-прі Золотий Г'юго                   | Готель «Меконг»                                | Номінація |
| Міжнародний кінофестиваль в Індіанаполісі      |                                          |                                                |           |
| 2005                                           | Спеціальний приз журі за режисуру        | Тропічна хвороба                               | Перемога  |
| Міжнародний кінофестиваль у Локарно            |                                          |                                                |           |
| 2005                                           | Золотий леопард                          | Земні бажання                                  | Номінація |
| Туринський гей-лесбійський кінофестиваль       |                                          |                                                |           |
| 2005                                           | Найкращий художній фільм                 | Тропічна хвороба                               | Перемога  |
| Венеційський кінофестиваль                     |                                          |                                                |           |
| 2006                                           | Золотий лев                              | Синдроми і століття                            | Номінація |
| Азійський кінофестиваль в Довілі (Франція)     |                                          |                                                |           |
| 2007                                           | Гран-прі Лотус                           | Синдроми і століття                            | Перемога  |
| Каталонський кінофестиваль в Сіджасі           |                                          |                                                |           |
| 2010                                           | Приз критиків за найкращий фільм         | Дядечко Бунмі, який пам'ятає свої минулі життя | Перемога  |
| 2015                                           | Найкращий художній фільм                 | Цвинтар блиску                                 | Номінація |
| Лондонський кінофестиваль                      |                                          |                                                |           |
| 2015                                           | Найкращий фільм (Офіційна програма)      | Цвинтар блиску                                 | Номінація |

У 2009 році англійською мовою з'явилася збірка статей [Архівовано 10 березня 2016 у Wayback Machine.] про фільми Вірасетакула (серед авторів — Бенедикт Андерсон і Тільда Свінтон). Джонатан Розенбаум назвав його одним з найперспективніших режисерів сучасності.
За підсумками 2000-х років, багато авторитетних кінокритиків (зокрема, Джим Гоберман) включили до числа найкращих фільмів його «Тропічну хворобу». Російський кінокритик А. Плахов у зв'язку з цим відмітив: «За рейтингами нульових років цей таєць іде в авангарді світового кінопроцесу, багато в чому випереджаючи його, і стає головним режисером сучасності». У березні 2016 року фільм «Тропічна хвороба» увійшов до рейтингу 30-ти найвидатніших ЛГБТ-фільмів усіх часів, складеному Британським кіноінститутом (BFI) за результатами опитування понад 100 кіноекспертів, проведеного до 30-річного ювілею Лондонського ЛГБТ-кінофестивалю BFI Flare.

## Громадська позиція
У липні 2018 підтримав петицію Асоціації французьких кінорежисерів на захист ув'язненого у Росії українського режисера Олега Сенцова